# Tamim bin Hamad Al Thani
El jeque Tamim bin Hamad Al Thani (árabe: الشيخ تميم بن حمد آل ثاني; Doha, 3 de junio de 1980) es el actual emir de Catar, perteneciente a la dinastía de los Al Thani. El 25 de junio de 2013 su padre Hamad bin Jalifa Al Thani anunció ante los miembros de la familia real y figuras prominentes de la sociedad catarí, su voluntad de abdicar en Tamim.
Tamim ha estado involucrado en los esfuerzos para elevar y mejorar el perfil internacional de Catar a través de la organización de eventos deportivos como la Copa Mundial de Fútbol de 2022, así como la compra del Paris Saint-Germain F.C.

## Primeros años y educación
Tamim bin Hamad nació el 3 de junio de 1980 en Doha, Catar. Es el cuarto hijo varón (por detrás de Mishaal, Fahd y Jassim) del Jeque Hamad bin Jalifa Al Thani, y el segundo hijo de la Jequesa Moza bint Nasser al-Missned, la segunda esposa de Hamad. Tamim fue educado en la Sherborne School en Dorset, Reino Unido, donde recibió el nivel avanzado en 1997, en esta universidad obtuvo el título de Licenciado en Derecho. Después asistió a la Real Academia Militar de Sandhurst, graduándose en 1998.

## Carrera política y militar
Tamim fue nombrado teniente segundo de las Fuerzas Armadas de Catar después de graduarse en Sandhurst. Se convirtió en el heredero al trono de Catar, el 5 de agosto de 2003, cuando su hermano mayor el jeque Jassim renunció a su derecho al título. Desde entonces fue preparado para hacerse con el cargo de soberano, en los principales puestos de seguridad y economía del Estado. Cuando trabajó en un puesto de seguridad del gobierno, Tamim promovió lazos más fuertes con Arabia Saudita, el gran país vecino y a menudo rival de Catar. Se cree que desempeñó un papel clave en el apoyo de Catar para los rebeldes libios que finalmente derrocaron a Muamar Gadafi. En 2009 fue nombrado subcomandante en jefe de las fuerzas armadas de Catar.
Tamim ha promovido el deporte en Catar como una apuesta para elevar su perfil internacional. En 2005 fundó Qatar Sport Investments, organización que posee entre otros negocios el Paris Saint-Germain FC. En 2006 presidió el comité organizador de los Juegos Asiáticos de 2006 en Doha. Bajo su liderazgo todos los países miembros asistieron al evento por primera vez en su historia. Ese año el periódico egipcio Al-Ahram votó a Tamim como "la mejor personalidad del deporte en el mundo árabe". Bajo su dirección Catar ganó el derecho a organizar el Campeonato Mundial de Natación de 2014 y la Copa Mundial de la FIFA 2022. Tamim es miembro del Comité Olímpico Internacional y Presidente del Comité Olímpico Nacional. Dirigió además la candidatura de Doha para los Juegos Olímpicos de 2020.

## Vida personal
- El jeque Tamim se casó con su primera esposa y prima segunda, la jequesa Jawaher Al Thani el 8 de enero de 2005. Tienen dos hijas y dos hijos:
  - Jequesa Al Mayassa bint Tamim bin Hamad Al Thani (nacida el 15 de enero de 2006).
  - Jeque Hamad bin Tamim bin Hamad Al Thani (nacido el 20 de octubre de 2008).
  - Jequesa Aisha bint Tamim bin Hamad Al Thani (nacida el 24 de agosto de 2010).
  - Jeque Jassim bin Tamim bin Hamad Al Thani (nacido el 12 de junio de 2012).

- El jeque Tamim se casó con una segunda esposa, la jequesa Al-Anoud bint Mana Al Hajri, el 3 de marzo de 2009. Es hija de Mana bin Abdul Hadi Al Hajri, antiguo embajador de Catar en Jordania. Juntos tienen tres hijas y dos hijos.
  - Jequesa Naylah bint Tamim bin Hamad Al Thani (nacida el 27 de mayo de 2010).
  - Jeque Abdullah bin Tamim bin Hamad Al Thani (nacido el 29 de septiembre de 2012).
  - Jequesa Rodha bint Tamim bin Hamad Al Thani (nacida en enero de 2014).
  - Jeque Alqaqaa bin Tamim bin Hamad Al Thani (nacido el 3 de octubre de 2015)
  - Jequesa Moza bint Tamim bin Hamad Al Thani (nacida el 19 de mayo de 2018).

- El 25 de febrero de 2014, el jeque Tamim se casó con una tercera esposa, la jequesa Noora bint Hathal Al Dosari. Tienen tres hijos y una hija:
  - Jeque Joaan bin Tamim bin Hamad Al Thani (nacido el 27 de marzo de 2015).
  - Jeque Mohammed bin Tamim bin Hamad Al Thani (nacido el 17 de julio de 2017).
  - Jeque Fahad bin Tamim bin Hamad Al Thani (nacido el 16 de junio de 2018).
  - Jequesa Hind bint Tamim bin Hamad Al Thani (nacida el 5 de febrero de 2020).

En total el Emir tiene 13 hijos. Siete hijos y seis hijas, de sus tres esposas.

## Hobbies e idiomas
Tamim practica deporte de competición. Fue filmado jugando al bádminton y a los bolos con el exjefe militar egipcio Mohamed Hussein Tantawi.
Entre sus hobbies se encuentran el tenis, la cetrería y deportes relacionados con la cultura catarí y árabe.
Además de su lengua materna, el árabe, también habla con fluidez el inglés y el francés.

## Títulos y tratamientos
Esta tabla aún no está actualizada. Puedes contribuir aportando información sobre títulos y tratamientos de esta persona.

## Distinciones honoríficas

### Distinciones honoríficas cataríes
- Gran Maestro de la Orden de la Independencia (25/06/2013).
- Collar de la Orden del Mérito (05/08/2003).

### Distinciones honoríficas extranjeras
- Miembro de I Clase de la Orden de Al Jalifa (Estado de Baréin, 23/02/2004).
- Collar de la Orden de Zayed (Emiratos Árabes Unidos, 06/01/2005).[2]
- Caballero Gran Cruz de la Orden al Mérito de la República Italiana (República Italiana, 16/11/2007).[3]
- Miembro de I Clase de la Orden de Nila Utama (República de Singapur, 16/03/2009).
- Gran Oficial de la Orden de la Legión de Honor (República Francesa, 04/02/2010).
- Collar de la Orden de Mubarak el Grande (Estado de Kuwait, 28/10/2013).
- Caballero gran cruz de la Orden El Sol del Perú (República del Perú, 13/02/2014).[4]
- Collar de Honor de Sudán (República del Sudán, 02/04/2014).[5][6]
- Caballero Gran Cruz de la Orden de la República (República Tunecina, 03/04/2014).[7]
- Caballero de la Gran Orden del Rey Tomislav (República de Croacia, 23/04/2017).[8][9]
- Gran Collar de la Orden Nacional al Mérito (República de Ecuador, 30/10/2018).[10]
- Miembro de la Orden del Mérito de Pakistán (República Islámica de Pakistán, 23/06/2019).
- Caballero gran collar de la Orden Nacional de la Cruz del Sur (República Federativa del Brasil, 12/11/2021).[11]
- Caballero de Primera Clase de la Orden Civil de Omán (Sultanato de Omán, 22/11/2021).[12][13]
- Collar de la Orden de Isabel la Católica (Reino de España, 10/05/2022).[14]
- Caballero gran cruz de la Orden Nacional de Chad (República de Chad, 13/08/2022).[15]
- Caballero Gran Cruz de la Orden del Águila Blanca (República de Polonia, 05/07/2024).
- Caballero Gran Cruz de la Honorabilísima Orden del Baño (Reino Unido, 03/12/2024).[16]

## Ancestros
|  |                                                    |  |  |  |  |  |  |  |  |  |  |  |  |  |  |  |
|  | 16. Abdullah bin Jassim Al Thani. 3º Emir de Catar |  |  |  |  |  |  |  |  |  |  |  |  |  |  |  |
|  |                                                    |  |  |  |  |  |  |  |  |  |  |  |  |  |  |  |
|  |                                                    |  |  |  |  |  |  |  |  |  |  |  |  |  |  |  |
|  | 8. Hamad bin Abdullah Al Thani                     |  |  |  |  |  |  |  |  |  |  |  |  |  |  |  |
|  |                                                    |  |  |  |  |  |  |  |  |  |  |  |  |  |  |  |
|  |                                                    |  |  |  |  |  |  |  |  |  |  |  |  |  |  |  |
|  | 17. Mariam bint Abdullah Al Attiyah                |  |  |  |  |  |  |  |  |  |  |  |  |  |  |  |
|  |                                                    |  |  |  |  |  |  |  |  |  |  |  |  |  |  |  |
|  |                                                    |  |  |  |  |  |  |  |  |  |  |  |  |  |  |  |
|  | 4. Jalifa bin Hamad Al Thani. 6º Emir de Catar     |  |  |  |  |  |  |  |  |  |  |  |  |  |  |  |
|  |                                                    |  |  |  |  |  |  |  |  |  |  |  |  |  |  |  |
|  |                                                    |  |  |  |  |  |  |  |  |  |  |  |  |  |  |  |
|  | 9. una hermana de Nasser Al Attiyah                |  |  |  |  |  |  |  |  |  |  |  |  |  |  |  |
|  |                                                    |  |  |  |  |  |  |  |  |  |  |  |  |  |  |  |
|  |                                                    |  |  |  |  |  |  |  |  |  |  |  |  |  |  |  |
|  | 2. Hamad bin Jalifa Al Thani. 7º Emir de Catar     |  |  |  |  |  |  |  |  |  |  |  |  |  |  |  |
|  |                                                    |  |  |  |  |  |  |  |  |  |  |  |  |  |  |  |
|  |                                                    |  |  |  |  |  |  |  |  |  |  |  |  |  |  |  |
|  | 10. Hamad Al Attiyah                               |  |  |  |  |  |  |  |  |  |  |  |  |  |  |  |
|  |                                                    |  |  |  |  |  |  |  |  |  |  |  |  |  |  |  |
|  |                                                    |  |  |  |  |  |  |  |  |  |  |  |  |  |  |  |
|  | 5. Aisha bint Hamad Al Attiyah                     |  |  |  |  |  |  |  |  |  |  |  |  |  |  |  |
|  |                                                    |  |  |  |  |  |  |  |  |  |  |  |  |  |  |  |
|  |                                                    |  |  |  |  |  |  |  |  |  |  |  |  |  |  |  |
|  | 1. Tamim bin Hamad Al Thani. 8º Emir de Catar      |  |  |  |  |  |  |  |  |  |  |  |  |  |  |  |
|  |                                                    |  |  |  |  |  |  |  |  |  |  |  |  |  |  |  |
|  |                                                    |  |  |  |  |  |  |  |  |  |  |  |  |  |  |  |
|  | 24. Ali Al Missned                                 |  |  |  |  |  |  |  |  |  |  |  |  |  |  |  |
|  |                                                    |  |  |  |  |  |  |  |  |  |  |  |  |  |  |  |
|  |                                                    |  |  |  |  |  |  |  |  |  |  |  |  |  |  |  |
|  | 12. Abdullah bin Ali Al Missned                    |  |  |  |  |  |  |  |  |  |  |  |  |  |  |  |
|  |                                                    |  |  |  |  |  |  |  |  |  |  |  |  |  |  |  |
|  |                                                    |  |  |  |  |  |  |  |  |  |  |  |  |  |  |  |
|  | 6. Nasser bin Abdullah Al Missned                  |  |  |  |  |  |  |  |  |  |  |  |  |  |  |  |
|  |                                                    |  |  |  |  |  |  |  |  |  |  |  |  |  |  |  |
|  |                                                    |  |  |  |  |  |  |  |  |  |  |  |  |  |  |  |
|  | 3. Moza bint Nasser al-Missned                     |  |  |  |  |  |  |  |  |  |  |  |  |  |  |  |
|  |                                                    |  |  |  |  |  |  |  |  |  |  |  |  |  |  |  |
|  |                                                    |  |  |  |  |  |  |  |  |  |  |  |  |  |  |  |

| Predecesor: Hamad bin Jalifa Al Thani | Emir de Catar 2013 - presente | Sucesor: El Emir lo elegirá entre sus hijos varones. |